# 土曜は貴方に
『土曜は貴方に』（どようはあなたに、原題: Three Little Words）は、1950年に公開されたアメリカ合衆国のミュージカル映画。作詞家バート・カルマーと、作曲家ハリー・ルビーの伝記映画。

## キャスト
- レッド・スケルトン：ハリー・ルビー
- フレッド・アステア：バート・カルマー
- アーレン・ダール：アイリーン
- ヴェラ＝エレン：ジェシー
- キーナン・ウィン：チャーリー
- グロリア・デ・ヘイヴン：
- デビー・レイノルズ：ヘレン・ケーン
- カールトン・カーペンター